# Golden Bomber
Golden Bomber ( ゴールデンボンバー , Gōruden Bonbā). también abreviado como "Kinbaku"  (金爆), Bomber (ボンバー) o GB). Es una banda de género Visual Kei. Formada en la década de 2000´s. Bajo su sello discográfico Euclid Agency. A pesar de no componer su propia música, han adquirido una fama sólida debido a sus presentaciones teatrales en vivo.

## Primeros años (2004- 2009)
La banda se formó en 2004. por el vocalista Shō Kiryūin, y el guitarrista Yutaka Kyan. Enseguida Teppei Chimatsuri se unió a estos como baterista y tecladista, pero abandona la agrupación poco después. Tomando su lugar Dankichi Tenkujō.
Para junio de 2007 Utahiroba se unió a la banda como bajista. Siendo esta la formación durante los siguientes dos años. Sin embargo en 2009 Dankichi también abandona el grupo. Poco después, el 10 de abril de 2009 Kenji Darvish se integra como baterista.
Como ya han declarado los mismos miembros. A excepción de Shō Kiryūin, ninguno de estos sabe tocar los instrumentos, estas son grabadas por otros músicos en los estudios de grabación.  Sin embargo Shō Kiryūin es quien arregla, crea la música y la letra, junto al músico Tatsuo de Everset. Durante los conciertos los miembros no tocan los instrumentos, a cambio de esto bailan y crean ambiente en el escenario, ayudados de proyecciones en video. estas incluyen promocionales, parodias de otras bandas, artistas u otros aspectos de la cultura nipona, incluidos los mangas.
El 24 de diciembre de 2007, fueron puestos a la venta su álbumes "The Golden J-POPS" y "Renai Shuukyouron", además de su primer DVD en vivo. Acompañado de su primer sencillo nombrado "Dakishimete Shwarz", liberado el 1 de mayo de 2008.
En 2009 realizaron sus presentaciones cada día primero, del correspondiente mes. gira que llevó por nombre "Golden Bomber had 12".
El 21 de octubre de 2009. Fue liberado como single el tema "Memeshikute", el cual se convertiría en su tema más famoso.

## Salto a la Fama
En 2010 continuaron con una gira de conciertos similar a su antecesora todas sus canciones fueron publicadas en dwango.jp, obteniendo el puesto número 1 en la categoría de clasificación diaria. Tras esto, la banda tenía planeado realizar una gira en Shanghái, China durante una expo. Sin embargo este fue cancelado. 
A pesar de ello, a finales de 2010 la banda se popularizó considerablemente, recibiendo propuestas de siete distintas empresas. Sin embargo el grupo las rechazo todas. Argumentado preferir seguir siendo una agrupación indie. Además de considerarlo como una falta de respeto hacia sus fanes. Ese mismo año, su tema "Mata Kimi ni Bangou wo Kikenakatta" alcanzó el lugar número 4 en las listas de oricon semanal. Poco después su álbum Shimohanki Best obtendría el puesto número 3.
Para 2011 continuarían con su nueva gira llamada "Baka Isshou (Idiot Lifetime)", siendo aplazada debido al terremoto y tsunami sucedido en Japón. En julio de 2011, se presentaron en la "Japan Expo" realizada en Paris, Francia. En agosto se presentaron en Seúl, Corea del Sur, nombrando a esta gira de conciertos "Yareba Dekiru Ko", en el otoño de 2011.
En 2012 se presentaron en el Nippon Budokan, y posteriormente el 21 de enero de 2012 en Osaka-jo Hall. Para junio del mismo año la banda lanzó su primer álbum internacional, liberado en el Reino Unido, Estados Unidos, Francia, Alemania, Corea y Taiwán. El cual llevó por nombre "The Golden Best".
Golden Bomber, fue anfitrión, de la web Nico Nico Douga.
Los miembros han colaborado también con artistas pertenecientes a la industria de la moda, y sus distintas marcas a estas. Además de colaborar con productores de videojuegos.